# 留里克王朝
留里克王朝（羅馬化：Riurykovychi，羅馬化：Ryurikovichi）是统治东斯拉夫人的古罗斯国家（大致相当于今日俄罗斯东欧部分地区、乌克兰、白俄罗斯部分地区）的第一个王朝。

## 历史
留里克王朝的实际始祖为基辅大公伊戈尔·留里科维奇，其后代成为基辅罗斯的王公家族。按照传统说法，伊戈尔为半传说式的人物、诺夫哥罗德的第一位王公留里克之子，王朝的名字即源于留里克之名。
据编年史记载，留里克、西涅乌斯、特鲁沃尔係兄弟三人，是来自北欧的瓦良格人（瑞典系的維京人）的领袖。留里克领导瓦良格人来到斯拉夫人的居住地。看来，他首先成为了拉多加的统治者。编年史说，留里克在诺夫哥罗德人的请求下，成为该城的大公，留里克王朝遂此奠基。然而，按照多数现代研究者的看法，他用武力夺取诺夫哥罗德的可能性显然更大，因为史料提到在留里克取得公位之后不久即发生过一次起义。留里克的继任者奥列格征服基辅，使那里成为几个世纪里罗斯的政治中心。
从伊戈尔开始，古罗斯国家无论是基辅大公国还是封建分裂时各大小公国的统治者都是留里克王朝的成员。在封建分裂时期，留里克王朝亦分为几个支系，其中最主要的是莫诺马霍维奇支系（基辅大公弗拉基米尔·莫诺马赫的后代形成的支系）和奥利戈维奇支系（切尔尼戈夫王公奥列格·斯维亚托斯拉维奇的后代形成的支系）。莫斯科大公家族和沙皇属于莫诺马霍维奇支系中的弗拉基米尔-苏兹达尔支系，尤其是弗拉基米尔大公亚历山大·涅夫斯基的后裔。
在伊凡四世（雷帝）加冕为沙皇之后，留里克王朝成为统一的俄罗斯国家的王朝。留里克王朝的最后一位沙皇费奥多尔·伊万诺维奇于1598年去世后，该王朝最主要的一系遂断绝。但其他的家系仍然存在，如切尔尼戈夫公爵家族的后代。这些留里克王朝的成员大多数失去了世袭领地。一些留里克王朝的遗族成为帝俄时代的显赫世家，如多尔戈鲁科夫家族，列普宁家族和戈尔恰科夫家族；有些则混迹于中小贵族之中。还有一些支系在波兰和立陶宛。

## 王朝成员
本表仅列出基辅罗斯、弗拉基米尔、莫斯科三个主要公国和自伊凡四世以来的俄罗斯帝国的留里克家族统治者的名单。关于封建分裂时期各分封公国的情况，请分别参看以下主题条目：

### 罗斯各公国王公一览

#### 主要公国
- 布良斯克统治者列表
- 别洛焦尔斯克统治者列表
- 德米特罗夫统治者列表
- 戈罗杰茨统治者列表
- 库尔斯克统治者列表
- 穆罗姆统治者列表
- 诺夫哥罗德统治者列表
- 下诺夫哥罗德统治者列表
- 佩列斯拉夫尔统治者列表
- 普斯科夫统治者列表
- 梁赞大公
- 罗斯托夫统治者列表
- 斯摩棱斯克统治者列表
- 苏兹达尔统治者列表
- 特维尔大公
- 雅罗斯拉夫尔统治者列表

#### 次要公国
- 安多加统治者列表
- 多罗戈布日-特维尔斯科伊统治者列表
- 卡戈罗姆统治者列表
- 卡申统治者列表
- 凯姆统治者列表
- 霍尔姆统治者列表
- 科洛姆纳统治者列表
- 米库林统治者列表
- 普龙斯克统治者列表
- 雷利斯克统治者列表
- 舍列什潘斯克统治者列表
- 斯塔罗杜布统治者列表
- 特穆塔拉干统治者列表
- 乌格利奇统治者列表
- 乌赫托马统治者列表
- 叶列茨统治者列表
- 扎赖斯克统治者列表

#### 位于白俄罗斯的公国
- 波洛茨克统治者列表
- 图罗夫统治者列表
- 明斯克统治者列表

#### 位于乌克兰的公国
- 别尔日统治者列表
- 切尔尼戈夫统治者列表
- 多罗戈布日-格林斯基统治者列表
- 加利奇统治者列表
- 卢切斯克统治者列表
- 诺夫哥罗德-谢韦尔斯基统治者列表
- 佩列亚斯拉夫统治者列表
- 普季夫利统治者列表
- 特列博夫利亚统治者列表
- 弗拉基米尔-沃伦斯基统治者列表
- 兹韦尼哥罗德统治者列表

### 基辅大公
- 伊戈尔
- 奥丽加
- 斯维亚托斯拉夫一世·伊戈列维奇
- 亚罗波尔克一世·斯维亚托斯拉维奇
- 弗拉基米尔一世·斯维亚托斯拉维奇
- 斯维亚托波尔克一世·弗拉基米罗维奇
- 雅罗斯拉夫一世·弗拉基米罗维奇
- 伊贾斯拉夫一世·雅罗斯拉维奇
- 弗谢斯拉夫·布里亚奇斯拉维奇
- 斯维亚托斯拉夫二世·雅罗斯拉维奇
- 弗谢沃洛德一世·雅罗斯拉维奇
- 斯维亚托波尔克二世·伊贾斯拉维奇
- 弗拉基米尔·莫诺马赫
- 姆斯季斯拉夫一世·弗拉基米羅維奇
- 亚罗波尔克二世·弗拉基米罗维奇
- 维亚切斯拉夫·弗拉基米罗维奇
- 弗谢沃洛德二世·奥利戈维奇
- 伊戈尔二世·奥利戈维奇
- 伊贾斯拉夫二世·姆斯季斯拉维奇
- 尤里·多尔戈鲁基
- 罗斯季斯拉夫一世·姆斯季斯拉维奇
- 伊贾斯拉夫三世·达维多维奇
- 姆斯季斯拉夫二世·伊贾斯拉维奇
- 安德烈·博戈柳布斯基
- 格列布·尤里耶维奇
- 弗拉基米尔·姆斯季斯拉维奇
  - 米哈伊尔·尤里耶维奇
  - 罗曼·罗斯季斯拉维奇
- 弗谢沃洛德三世·尤里耶维奇
- 留里克·罗斯季斯拉维奇
- 斯维亚托斯拉夫·弗谢沃洛多维奇
- 雅罗斯拉夫·伊贾斯拉维奇
- 因戈瓦尔·雅罗斯拉维奇
- 罗斯季斯拉夫二世·留里科维奇
- 弗谢沃洛德·斯维亚托斯拉维奇
- 姆斯季斯拉夫·罗曼诺维奇
- 弗拉基米尔·留里科维奇
- 伊贾斯拉夫四世·弗拉基米罗维奇
- 雅罗斯拉夫二世·弗谢沃洛多维奇
- 米哈伊尔·弗谢沃洛多维奇
- 罗斯季斯拉夫三世·姆斯季斯拉维奇
- 丹尼尔·罗曼诺维奇
- 亚历山大·涅夫斯基

### 弗拉基米尔大公
- 安德烈·博戈柳布斯基
- 米哈伊尔·尤里耶维奇
- 弗谢沃洛德·尤里耶维奇
- 尤里·弗谢沃洛多维奇
- 康斯坦丁·弗谢沃洛多维奇
- 雅罗斯拉夫·弗谢沃洛多维奇
- 斯维亚托斯拉夫·弗谢沃洛多维奇
- 米哈伊尔·雅罗斯拉维奇·霍罗布里特
- 安德烈·雅罗斯拉维奇
- 亚历山大·涅夫斯基
- 雅罗斯拉夫·雅罗斯拉维奇
- 瓦西里·雅罗斯拉维奇
- 德米特里·亚历山德罗维奇
- 安德烈·亚历山德罗维奇
- 米哈伊尔·雅罗斯拉维奇
- 尤里·丹尼洛维奇
- 德米特里·米哈伊洛维奇
- 亚历山大·米哈伊洛维奇
- 伊凡一世
- 谢苗·伊万诺维奇
- 伊凡二世
- 德米特里·康斯坦丁诺维奇
- 德米特里·顿斯科伊
- 米哈伊尔·亚历山德罗维奇

### 莫斯科大公
- 丹尼尔·亚历山德罗维奇
- 尤里·丹尼洛维奇
- 伊凡一世
- 谢苗一世
- 伊凡二世
- 德米特里·伊凡诺维奇
- 瓦西里一世
- 瓦西里二世
- 伊凡三世
- 瓦西里三世
- 伊凡四世

### 俄罗斯沙皇国沙皇
- 伊凡四世
- 费奥多尔·伊万诺维奇